# 陆垠佑
拿督陆垠佑（英語：Loke Yuen Yow，1952年9月10日—），马来西亚政治人物、马华公会党员。1986年至2008年担任丹绒马林国会议员。他也曾任马华副总秘书。
1980年代至1990年代，他在时任首相马哈迪·莫哈末的内阁中先后出任财政部副部长（1986-1995）和青年及体育部副部长（1995-1999）。1998年英联邦运动会在其任青体部副部长期間举办。
2010年，他曾在马华党选中竞选该党副主席未當選。